# ریتا سارگسیان
ریتا آلکساندری سارگسیان (Ռիտա Ալեքսանդրի Սարգսյան؛ زاده ۶ مارس ۱۹۶۲ – درگذشته ۲۰ نوامبر ۲۰۲۰) یک سیاست‌مدار اهل ارمنستان بود. وی همسر سرژ سارگسیان رئیس‌جمهور سابق ارمنستان و بانوی اول ارمنستان از ۹ آوریل ۲۰۰۸ تا ۹ آوریل ۲۰۱۸ بود.
ریتا سارگسیان در ۲۰ نوامبر ۲۰۲۰ بر اثر ابتلا به بیماری کروناویروس ۲۰۱۹ در سن ۵۸ سالگی درگذشت.